# Parafia Narodzenia Najświętszej Maryi Panny w Lubaszu
Parafia Narodzenia Najświętszej Maryi Panny w Lubaszu – rzymskokatolicka parafia w Lubaszu należąca do dekanatu czarnkowskiego. Powstała w XIII wieku. Mieści się przy placu ks. J. Kędzierskiego.